# Charles Slater

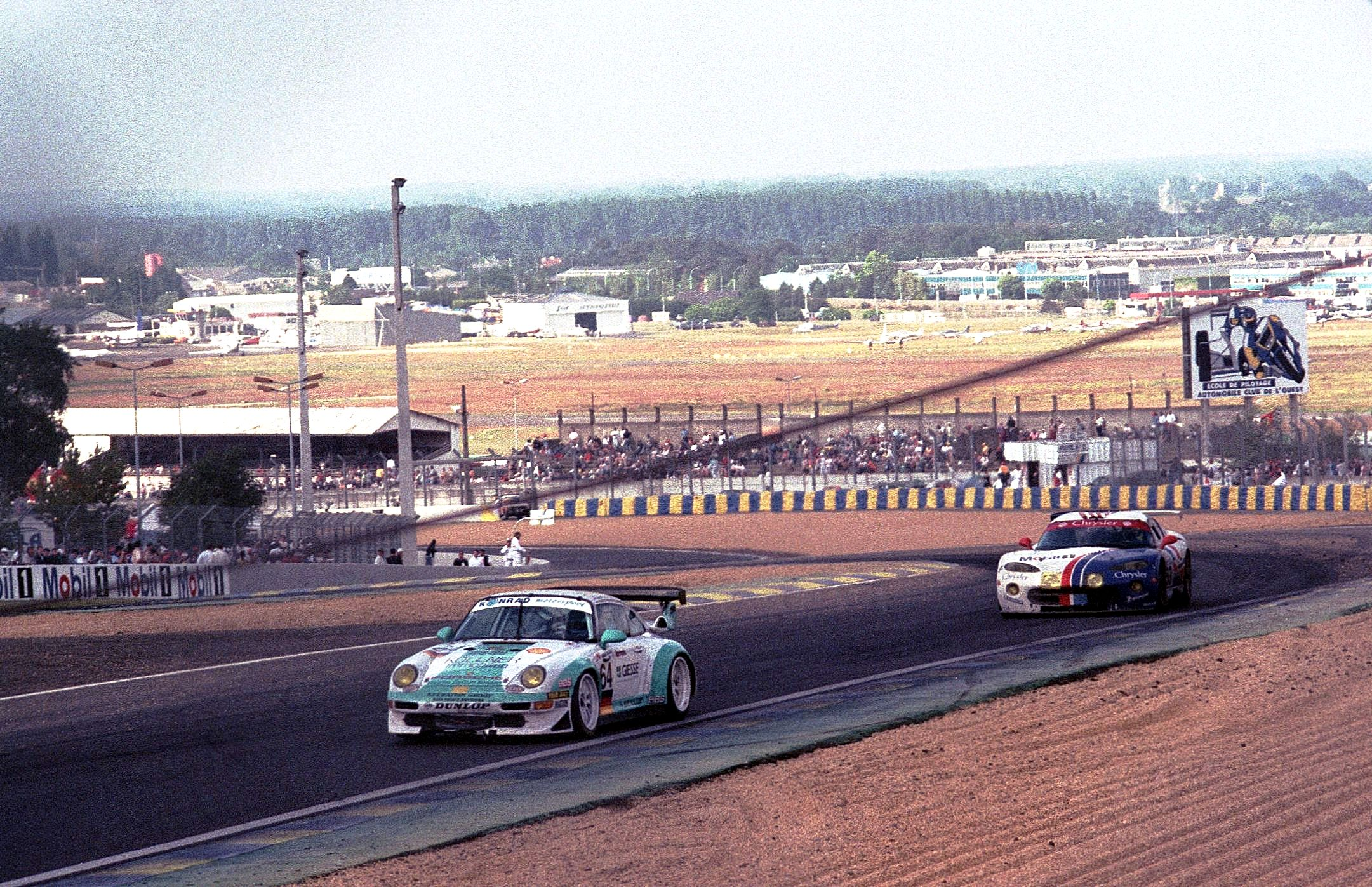
Der von Charles Slater gefahrene Porsche 911 GT2 (vorne) beim 24-Stunden-Rennen von Le Mans 1999

Charles Raymond Slater (* 22. August 1956 in Tallahassee) ist ein US-amerikanischer Unternehmer und ehemaliger Autorennfahrer.

## Unternehmer
Charles Slater gründete in den 1980er-Jahren mehrere Unternehmen zur Herstellung von medizinischen endoskopischen Geräten. Gemeinsam mit zwei Partner verkaufte er Anfang der 1990er-Jahre eines dieser Unternehmen, Symbiosis Corporation, um 175 Millionen US-Dollar.

## Karriere als Rennfahrer
Charles Slater begann 1985 mit dem Motorsport. Einen seiner ersten Renneinsätze hatte er beim 12-Stunden-Rennen von Sebring dieses Jahres. Slater hatte fast keine Rennerfahrung und für im Rennen so langsame Rundenzeiten, dass sich die Rennleitung gezwungen sah, ihn aus dem Rennen zu nehmen. In den folgenden Jahren wurde er jedoch zu einem routinierten GT- und Sportwagen-Rennfahrer, der einige Erfolge erzielen konnte. Sein beträchtliches Vermögen ermöglichte es Slater, sich in etablierte Rennteams einzukaufen. 
In den 1990er-Jahren fuhr er in der IMSA-GTP-Serie und danach in der American Le Mans Series. Viermal war er beim 24-Stunden-Rennen von Le Mans am Start, wo seine beste Platzierung im Schlussklassement der 14. Rang 2000 war. Sein bestes Ergebnis in Sebring erreichte er 1995 mit dem 12. Endrang. Dies war gleichzeitig der Sieg in der GTS-2-Klasse.

## Statistik

### Le-Mans-Ergebnisse
| Jahr | Team              | Fahrzeug        | Teamkollege        | Teamkollege   | Platzierung | Ausfallgrund |
| ---- | ----------------- | --------------- | ------------------ | ------------- | ----------- | ------------ |
| 1999 | Konrad Motorsport | Porsche 911 GT2 | Franz Konrad       | Peter Kitchak | Ausfall     |              |
| 2000 | Konrad Motorsport | Porsche 911 GT2 | Jürgen von Gartzen | Tommy Kendall | Rang 14     |              |
| 2001 | Konrad Motorsport | Saleen S7R      | Toni Seiler        | Walter Brun   | Ausfall     | Unfall       |
| 2002 | Konrad Motorsport | Saleen S7R      | Rodney Mall        | Walter Brun   | Ausfall     | Benzinpumpe  |

### Sebring-Ergebnisse
| Jahr | Team                  | Fahrzeug                | Teamkollege    | Teamkollege      | Teamkollege  | Platzierung             | Ausfallgrund    |
| ---- | --------------------- | ----------------------- | -------------- | ---------------- | ------------ | ----------------------- | --------------- |
| 1985 | Wonzer Racing         | Porsche Carrera RSR     | John Hofstra   | Mick Robinson    |              | Ausfall                 | Defekt          |
| 1986 | Wonzer Racing         | Porsche 911             | John Hofstra   | Mick Robinson    |              | Rang 23                 |                 |
| 1987 | S Squared Engineering | Porsche 911 Carrera RSR | Dave Duttinger | Rudy Bartling    |              | Rang 31                 |                 |
| 1989 | Charles Slater        | Porsche 911             | Kenneth Brady  | Norm Dupont      |              | Ausfall                 | Motorschaden    |
| 1993 | Alex Job Racing       | Porsche 911             | Butch Hamlet   | Bill Ferran      |              | Rang 18                 |                 |
| 1994 | Alex Job Racing       | Porsche 911             | Peter Uria     | Joe Cogbill      |              | Rang 13                 |                 |
| 1995 | Alex Job Racing       | Porsche 911             | Bill Auberlen  | Joe Cogbill      |              | Rang 12 und Klassensieg |                 |
| 1996 | Alex Job Racing       | Porsche 911             | Ron Finger     | John Rutherford  |              | Rang 26                 |                 |
| 1997 | Alex Job Racing       | Porsche 911 Carrera RSR | Jeff Purner    | Terry Lingner    | Robbie Groff | Rang 23                 |                 |
| 1998 | Alex Job Racing       | Porsche 911 Carrera RSR | Cort Wagner    | Darryl Havens    |              | Rang 13                 |                 |
| 1999 | Konrad Motorsport     | Porsche 911 GT2         | Peter Kitchak  | Mike Hezemans    |              | Rang 16                 |                 |
| 2000 | Konrad Motorsport     | Porsche 911 GT2         | Franz Konrad   | John Paul junior |              | Rang 12                 |                 |
| 2002 | Konrad Motorsport     | Saleen S7-R             | Walter Brun    | Gavin Pickering  |              | Ausfall                 | Disqualifiziert |